# 假設的海王星外行星

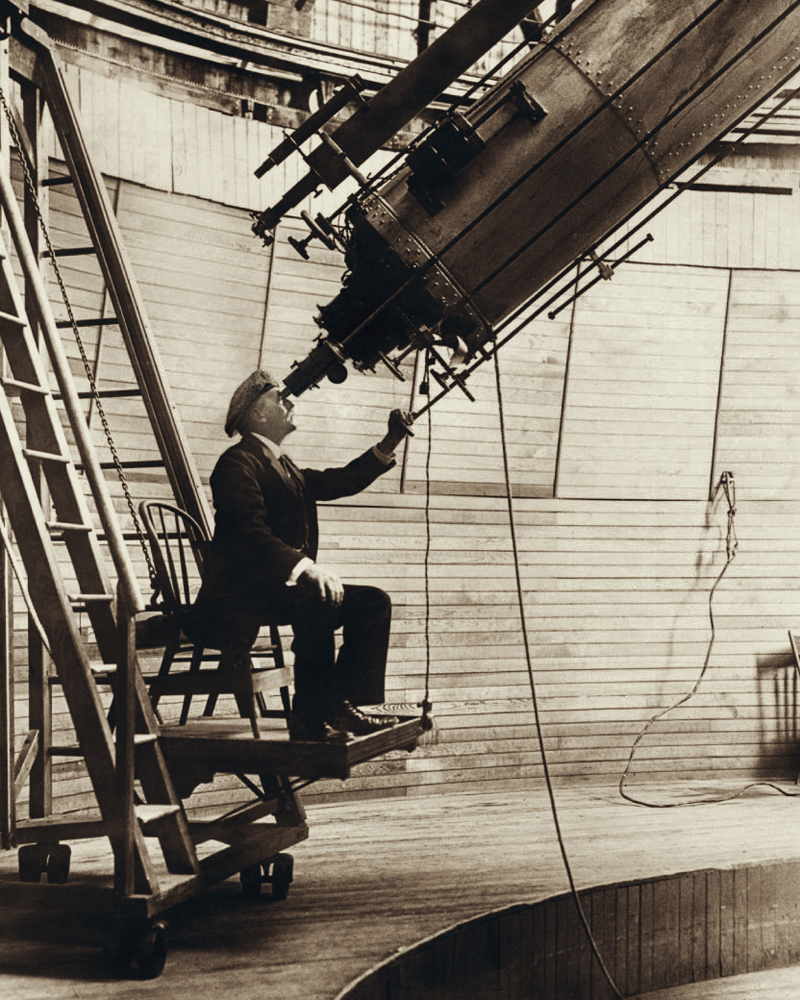
帕西瓦尔·罗威尔是“X行星”假说的创始人

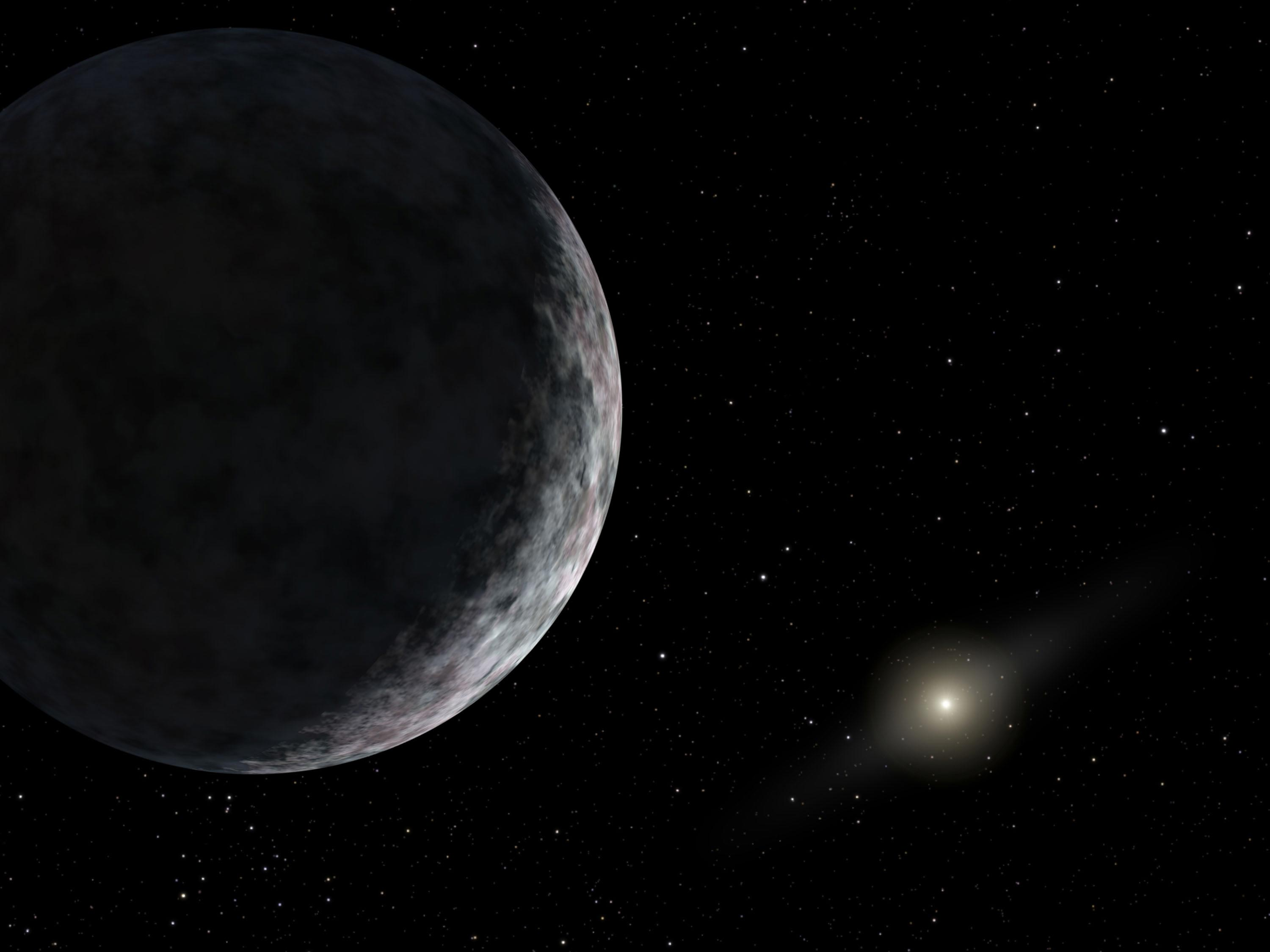
藝術家眼中第十顆行星可能的景觀。

假設的海王星外天體自從1846年發現第八顆行星海王星之後，就有人不斷的在猜想是不是還有在海王星軌道外側的行星存在著。歷年來，在海王星軌道外側的區域發現了形形色色想像中的天體，並且曾經幾乎被確認為可能是海外行星。

## 命名法
雖然在歷史上曾經改變過行星的數目（特別是穀神星或其它一些小行星曾經被當成行星），繼天王星與海王星之後成為「第九顆行星」，而第九顆行星和第十顆行星一般都被當成是假設中的在海王星外的行星。

## 歷史

### 1846年至1930年：搜尋第九顆行星
X行星的假設，最早來自19世紀晚期的羅威爾。因为海王星的观测位置与理论预计的位置并不完全吻合，罗威尔认为在海王星之外還有第五顆類木行星，這是存在著第九顆行星最早的基礎。當羅威爾假設X行星時，X的意思是未知的，並不是羅馬數字的第十；冥王星（在2006年前被視為第九顆行星）被發現之後，X行星被用來解釋外行星軌道被查覺的異常現象。航海家2號于1989年掠过海王星时对其质量進行了更精確測量，发现之前的海王星质量被高估了0.5%。使用新的海王星质量重新计算海王星和天王星之间的摄动，完全解释了海王星的轨道，不再需要一顆額外的行星來解釋，因此在1990年代假設的行星便消聲匿跡了。

### 1930年至2006年：搜尋第十顆行星
從1930年冥王星被發現，至2006年正式為行星下定義，天文學家和一般大眾都不斷推測第十顆行星的存在。第十顆行星經常出現在科幻作品，而且媒體也經常對新發現的海王星外天體（TNO）進行報導。
古柏帶的發現，使天文學家對第十顆行星的期望越來越高，很可能真的會有一顆天體被授予第十顆行星的頭銜，而最有可能的是某一顆類似冥王星的天體。2003年發現的TNO136199 （鬩神星）是成為第十顆行星最有可能的候選者，但是2006年的國際天文聯會年會定義了行星這個名稱，將它歸類為矮行星。

### 現況：搜尋柯伊伯带、奥尔特云內側
2006的行星重定義将冥王星從行星的名單中剔除，阋神星也不可能以軌道優勢的原則跻身為第十顆行星。如果沒有其他定義上的變動，符合標準的任何對象將會被分類為第九顆行星，而不是第十顆行星。
基於現代的太陽系形成理論，一些天文學家相信大小如同火星的繞日天體仍有可能被發現。其中如果有合於2006年行星重定義的天體，它將會是第九顆行星。目前，仍沒有合於這樣條件的天體被發現；截止到2011年2月之前，亦沒有任何被假設存在的天體具有成為潛在行星的實力。2016年1月，加州理工学院的研究者发现疑似第九大行星存在的证据。研究者发现已知的柯伊伯带天体轨道分布表明这些天体极有可能受到一颗大行星的引力作用，推断在海王星外存在一颗未发现的大行星。
2014年發行的《天文物理期刊》指出，WISE排除了在10,000天文單位有土星大小的物體，及至26,000天文單位（0.4光年）內木星大小或更大的物體的可能性。
2014年皇家天文學會每月報告中的一篇論文指出，外太陽系中至少還有兩顆比地球還要大的行星。

## 曾經發現的候選者

### 克莱德·汤博
自從克莱德·汤博在亞利桑那州羅威爾天文台（Arizona's Lowell Observatory）發現冥王星後已經經過數十年。但是許多天文學家從來沒有放棄去尋找太陽系中第十顆更遠的行星；因為第八顆行星運行軌道的不規則，激發了科學家這種念頭，他們猜想可能就是那神秘行星X（Planet X）的重力作用，才使得海王星的軌道不規則。但到現在為止，所有希望證實行星X的努力全部失敗。
1972年，一個加州大學的科學家宣稱他可能終於找到那令人迷惑的行星X了。勞倫斯·利佛摩實驗室（the Lawrence Livermore Laboratory）的約瑟夫·白萊地（Joseph L. Brady）寫了一篇文章，登載在太平洋天文學會雜誌（The Journal of the Astronomical Society of the Pacific）上面，他描述了這第十顆行星距太陽的距離和它現在在天空中的位置。他這次「發現」並不是觀察到一張照相底片，而是分析哈雷彗星在接近太陽時奇怪的行徑推求得到的。
白萊地尋查了幾乎在一千七百年以前的歷史觀察資料，發現了一個奇特的不規則現象：每次哈雷彗星最接近太陽的日子，總比預測的早或晚至四天。這種變化顯示，可能有一個未知的力量，影響了這彗星的運動。這可不可能是比冥王星更遠的行星的重力作用造成的呢？
四年之中，白萊地不斷地將十顆行星太陽系的數學模型輸入至計算機內，以尋找一個尚未發現的、而且會引起哈雷彗星軌道不規則性的行星的特性。漸漸地，計算機描繪出行星X的大概：它有土星（第二顆最大的行星）三倍的質量大，離太陽將近六十億英里遠（比冥王星軌道的1.5倍還要長），完成繞太陽一週的運動約需 464 年，它運行軌道的平面比一般行星運動的平面傾斜六十度，最奇怪的一點是：它繞太陽旋轉的方向與所有其他的行星相反。
為了要說服懷疑論者，白萊地已經又開始做更多的計算工作去驗證行星X對已知太陽系外圍行星軌道可能產生的重力作用。然而，真正有效的辦法必須是看得見的──一張行星X的照片。因為它距太陽很遠，它只會反射少量的光；而且白萊地的計算顯示，這行星現在正位於仙后座，而那裏正雜亂散佈著許多星星，我們很難找到行星X。

### 塞德娜（Sedna）和創神星（Quaoar）
在2000年代的早期，兩顆被發現且夠大的TNO，雖然沒有在科學界引起足夠成為行星的重視，但迅速的被媒體稱為第「十顆行星」。創神星是在2002年被加州理工學院的科學家發現的，雖然明顯地比冥王星還小，但在發現時確實是當時第二大的TNO。
另一個天體塞德娜是在2004年發現的，當時它是太陽系內所知最遙遠的天體。因為它的位置比被認為是太陽系形成早期被行星散射而成的柯伊伯带 －彗星的來源－ 還要遙遠，而被推測為歐特雲的成員。塞德娜的大小被認為是介於冥王星和創神星之間。

### 鬩神星
被稱為鬩神星的海王星外天體是在2005年初期從2003年的影像資料中發現的。經由哈伯太空望遠鏡的觀測，他的大小被推斷為2398公里，比冥王星大了4.81%，因而在2006年被認為是顆行星。由於鬩神星的距離過於遙遠，這個大小不是直接測出的，而是根據它能吸收到的陽光所能提供的溫度和反射能力估計的。不僅許多媒體都對外報導鬩神星是太陽系的第十顆行星，連美國國家航空暨太空總署在當時都支持這樣的分類。
鬩神星的一位發現者注意到，如果冥王星被認為是一顆行星，那麼這顆新發現且更大的也該是顆行星。當時被發現在柯伊伯带上與冥王星有著相似軌道的TNO天體至少已經有700顆，不過鬩神星有著高傾斜角（44°）的軌道。不同於冥王星的是，鬩神星不是位在柯伊伯带上，或是傳統上所認知的行星重心所在的軌道平面，因此它還是異於冥王星的。最後，鬩神星被歸類於新設立的矮行星，它的發現也是冥王星被重新歸類為矮行星的主要原因。

### 堤喀
路易斯那大学拉斐特分校的两位天体物理学家约翰·马泰塞（John Matese）与丹尼尔·惠特迈尔（Daniel Whitmire）在2011年2月公佈，他們主張在太阳系奥尔特云内应有一颗气体巨行星，命名为堤喀，名字源于希腊神话中的命运女神。堤喀的绕日轨道据推测约为冥王星轨道的375倍，即15000天文单位。据估计，它的质量为木星的四倍，表面温度约为-73°C。但于2014年经美国国家航空航天局广域红外线巡天探测卫星（WISE）观察后已排除這可能。

## 曾被建議的名稱：泊瑟芬（Persephone）或普洛塞庇娜（Proserpina）
傳統上，太陽系的主要天體都以希臘或羅馬的神來命名，在76年前，當時所知太陽系最外層的行星－冥王星（Pluto），相當於希臘的冥王黑帝斯（Hades），就是這樣子以羅馬的神命名的。因此泊瑟芬（中文意義是冥府女王或冥后）是最常被建議給這一顆可能成為新行星的天體的名字。冥府女王泊瑟芬是黑帝斯的妻子，因此很適合做為第十顆行星的名字。
這個名字早在1899年（在1930年發現冥王星之前）就已經被第399顆小行星使用了；依據國際天文聯會的小天體命名委員會為小行星命名的原則 －有一項政策是反對天體的名稱太相似，將海王星外天體命名為泊瑟芬是不太可能的。
另一個可供選擇的提案是命名為普洛塞庇娜－冥王的妻子；但是這個名字也在1853年就被第26號小行星取用了，與泊瑟芬一樣違反了提名的原則，雖然有些小行星的名字和外行星的衛星共享。
泊瑟芬的母親 －狄蜜特（Demeter）和冥后的母親 －刻瑞斯（Ceres）也都已經分別命名第1108號小行星和穀神星（狄蜜特還曾經被非正式的做為木衛十（Lysithea）的名字）。參閱古希臘的埃勒夫西斯神話可以更清楚的了解希臘和羅馬神話之間的關係，在歷史上令人好奇的是，在17世紀時，刻瑞斯和泊瑟芬曾經一度被當成地球和月球的名字。

## 当前搜索新行星的重点

### 柯伊伯带和离散盘
可以说柯伊伯带和离散盘的搜索的确一度让人们发现了新的行星，即柯伊伯带的冥王星和离散盘的阋神星，但最终都归于矮行星。随着一系列海王星外大型天体的发现，它们的分布规律也逐步了解清楚：柯伊伯带和离散盘的星体相互间结构相似，距离相当（30～100天文单位），较大星体应有较高亮度和可探测的运动。因此，随着对海外星体的深入观察，新的较大星体或者很快被发现，或者数十年内就能证实较大天体已经探索穷尽。事实上，2002～2003年是发现海外大星体的高峰年，之后就逐年减少，可见较大星体的发现过程已接近尾声，连续数年对较大天体的零发现将确证这一海外区域的主体构成。

### 奥特云
奥特云是长周期彗星的源头，它是凝聚成太阳系的巨大星云的外围部分，这些稀薄的星云物质早已冻结成冰石块，被太阳引力束缚而仍停留在1光年范围内，在广阔空旷的黑暗中缓慢运行。这里没有巨大的引力牵引促使它们凝聚，但也没有巨大的引力潮汐防止它们凝聚，或许它们在无数次碰撞中最终形成了巨大星体和壮观的卫星系。由于它们太遥远，也就太神秘，因此充满想象的空间：从认为这里只有冰石块，到小行星，到大行星，再到巨行星，甚至到昏暗的褐矮星，各种猜测各种理论激发着新的想像和探索。
目前发现的较大的特殊星体塞德娜，其近日点远超其它所有已知海王星外天体，远日点很接近奥特云边界，很可能它是奥特云庞大家族的冰山一角。可见奥特云具备拥有大天体的诸多条件：巨大的总质量、漫长的演化、相当大的使者塞德娜。
如果新星体大小与冥王星相当，看来只能被定义成矮行星；如果它达到地球的级别，必将有可观的卫星家族，其内部构造和地质活动也将复杂而有序，甚至有可能聚集热能而拥有大气、湖泊，或许它在某些程度上类似于木卫四、土卫六或海卫一，更可能具备完全不同于已知的任何星体的景观，到那时被定义成新行星应该没有异议。

### 调查望远镜
- 大型綜合巡天望遠鏡(LSST)
- 泛星計畫 (Pan-STARRS)
- 廣域紅外線巡天探測衛星(WISE)